# Tenuipalpus sagittus
Tenuipalpus sagittus är en spindeldjursart som beskrevs av Meyer 1993. Tenuipalpus sagittus ingår i släktet Tenuipalpus och familjen Tenuipalpidae. Inga underarter finns listade i Catalogue of Life.